# Seznam tankov druge svetovne vojne
Seznam tankov druge svetovne vojne.

## Ameriškitanki
| - M2 (lahki tank) - M2 (srednji tank) - M3 (srednji tank)‎ - M3 Stuart - M4 Sherman - M5 Stuart | - M6 (težki tank) - M22 Locust - M24 Chaffee - M26 Pershing - T28 (super težki tank) |

## Britanskitanki
| - Achilles - Archer - Bishop - Challenger - A34 Cruiser Tank Comet - A22 Infantry Tank Mark IV Churchill - A10 Cruiser Tank Mark IIA - A15 Cruiser Tank Mark VI Crusader - A27M Cruiser Tank Mark VIII Cromwel | - Matilda - A17 Light Tank Mark VII Tetrarch - A39 Heavy Assault Tank Tortise - Mark III Infantry Tank Valentine - VIB - VIC |

## Francoskitanki
- AMR 35
- Char B1
- Char S
- Char 2C
- FCM 36
- Hotchkiss H-35
- Hotchkiss H-39
- Renault R-35

## Italijanskitanki
- Fiat L3/35 (tanketa)
- Fiat L6/40
- Semovente L40 da 47/32
- Fiat M11/39
- Fiat M13/40
- Fiat M14/41
- Fiat M15/42
- Carro Armato P 40

## Japonskitanki
| - Type 92 - Type 95 Ha-Go - Type 98 Ke-Ni - Type 2 Ke-To - Type 5 Ke-Ho - Type 89 Chi-Ro - Type 97 Chi-Ha - Type 97 Shinhoto Chi-Ha | - Type 1 Chi-He - Type 2 Ho-I - Type 3 Chi-Nu - Type 4 Chi-To - Type 5 Chi-Ri - Type 2 Ka-Mi - Type 3 Ka-Chi |

## Madžarskitanki
- Toldi I
- Toldi II
- Toldi III
- Turan I
- Turan II

## Nemškitanki
- Panzer 35(t)
- Panzer 38(t)
- Panzer III
- Panzer IV
- Panzer V Panter
- Panzer VI Tiger I
- Panzer VI Tiger II
- Panzer Maus Super heavy Tank
- Neubaufahrzeuge V & VI

## Sovjetskitanki
| - IS-1 - IS-2 - IS-3 - KV-1 - KV-2 - KV-85 - T-24 - T-26 - T-28 - T-34 | - T-35 - T-37 - T-38 - T-40 - T-43 - T-44 - T-50 - T-60 - T-70 |